# Хенесано
Хенесано (исп. Jenesano) — город и муниципалитет в центральной части Колумбии, на территории департамента Бояка. Входит в состав провинции Маркес.

## История
Поселение, из которого позднее вырос город, было основано в 1828 году.

## Географическое положение

Муниципалитет Хенесано

Город расположен в центральной части департамента, в гористой местности Восточной Кордильеры, на правом берегу реки Хенесано, на расстоянии приблизительно 13 километров к югу от города Тунха, административного центра департамента. Абсолютная высота — 2072 метра над уровнем моря.
Муниципалитет Хенесано граничит на севере с территорией муниципалитета Бояка, на востоке — с муниципалитетом Рамирики, на юге — с муниципалитетом Тибана, на западе — с муниципалитетом Нуэво-Колон. Площадь муниципалитета составляет 59 км².

## Население
По данным Национального административного департамента статистики Колумбии, совокупная численность населения города и муниципалитета в 2015 году составляла 7640 человек.
Динамика численности населения муниципалитета по годам:
| 2005 | 2006 | 2007 | 2008 | 2009 | 2010 | 2011 | 2012 | 2013 | 2014 | 2015 |
| ---- | ---- | ---- | ---- | ---- | ---- | ---- | ---- | ---- | ---- | ---- |
| 7436 | 7461 | 7482 | 7507 | 7533 | 7557 | 7568 | 7587 | 7612 | 7624 | 7640 |

Согласно данным переписи 2005 года мужчины составляли 49,5 % от населения Хенесано, женщины — соответственно 50,5 %. В расовом отношении всё население города составляли белые и метисы.
Уровень грамотности среди всего населения составлял 82,2 %.

## Экономика
Основу экономики Хенесано составляет сельское хозяйство.

70,1 % от общего числа городских и муниципальных предприятий составляют предприятия торговой сферы, 22,3 % — предприятия сферы обслуживания, 7,6 % — промышленные предприятия.